# Peder Herzog

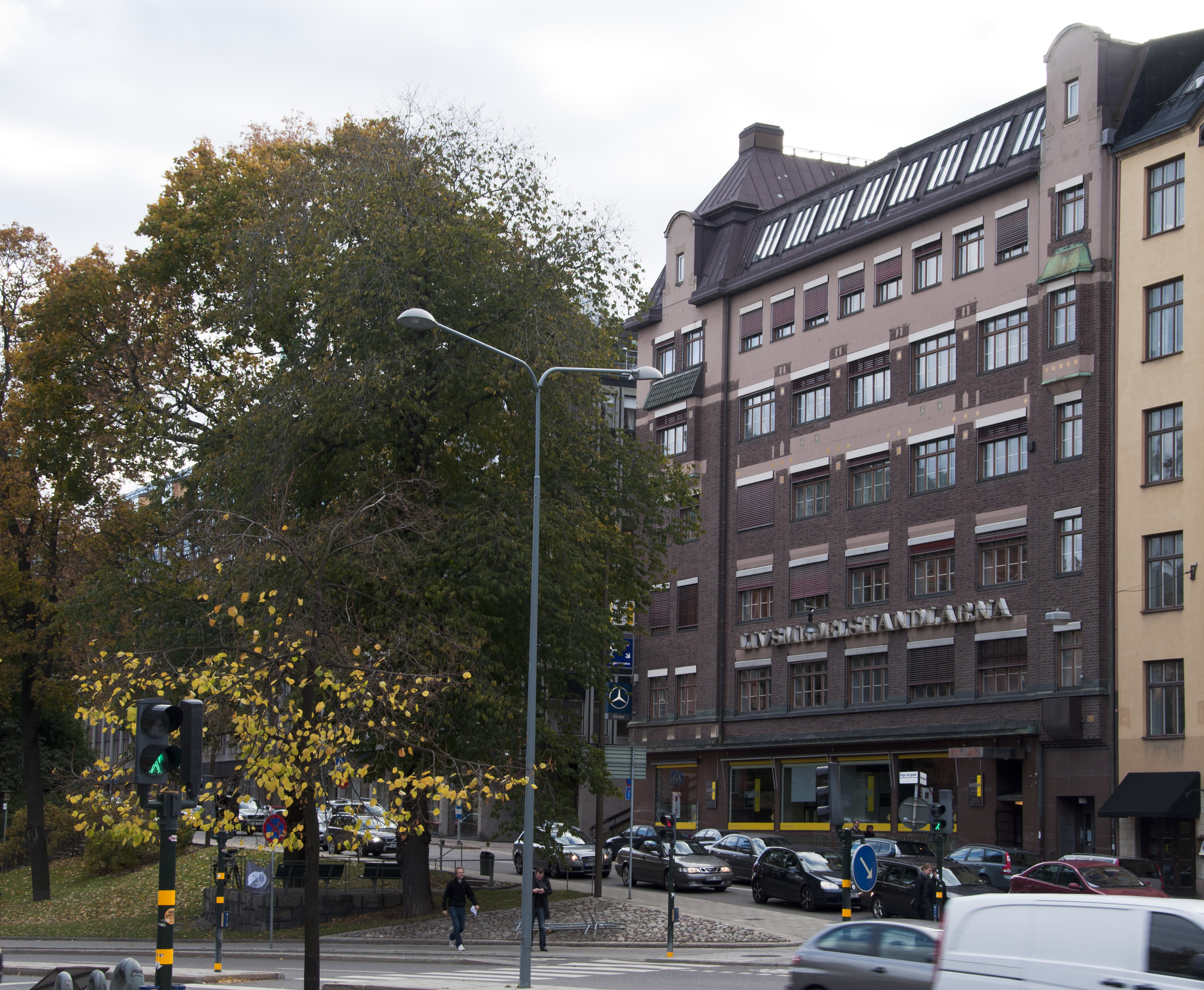
Förlagshuset från 1910 på Regeringsgatan 109

Peder Herzog, född 21 juni 1838 i Darmstadt, död 15 november 1920 i Saltsjöbaden, var en svensk tryckeriägare.
Peder (ibland även stavat Peter) Herzog hade hessisk-judisk bakgrund. Han lämnade hemmet vid 15 års ålder för att gå i bokbinderilära. Efter studier i flera länder kom han till Stockholm första gången 1859, och vistades sedan en tid i Sankt Petersburg. För att undkomma pogromer bytte han förnamn från Moses till Peder och konverterade till kristendomen. År 1862 etablerade han sig som sin egen i en liten lokal på Skinnarviksgatan på Södermalm i Stockholm, följande år blev han svensk medborgare. Rörelsen växte mycket snabbt och 1883 var man uppe i 150 anställda. Han blev den förste bokbindaren i Sverige att installera ångmaskinsdrivna maskiner. Genom expansion och uppköp av mindre företag kompletterades rörelsen även med förlag och tryckeri. Bolaget blev med tiden Nordens största tryckeri med 400 anställda och Peder Herzog själv blev kunglig hovleverantör och konsul för Liberia. 1910 uppförde man ett nytt förlagshus på Regeringsgatan 109 efter ritningar av Sigurd Westholm & John Bagger. År 1918 fusionerades P. Herzog och Söner med holdingbolaget SLT (nuvarande Esselte) i vilket Herzog därmed blev storägare.
Peder Herzog var gift med Bernhardina Wilhelmina Linmansson. Barn: James August Frost (1869-1909), Allan Eduard Johann (1872-1921), vilka båda var direktörer i företaget, Otilia (1871-1956), Elvira, Otto, Theresia samt Edith. (Peders dotter Otilia gifte sig med Olof A Söderberg, Söderberg & Haak, vilka behöll portföljen med SLT-aktier; Peder Herzogs dotterson Ragnar Söderberg kom därigenom att sitta i SLT:s styrelse 1933–1957, varav länge som ordförande och Ratos var under lång tid storägare i Esselte.)
År 2016 utkom en omfattande biografi om Herzog: Per Dahl: Peder Herzog : bokbindaren som började bygga, som förutom hans företagargärning även redogör för de många fastigheter han lät bygga i Stockholm.